# 小磐梯 (小説)

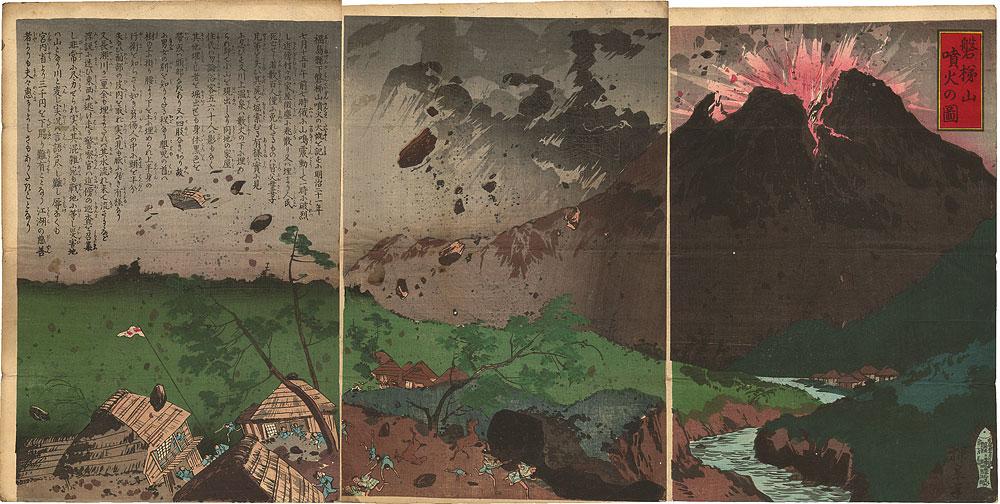
井上探景による錦絵「磐梯山噴火の図」

『小磐梯』（こばんだい）は、井上靖による小説である。1961年に発表された。

## 概要
出張調査で1888年（明治21年）7月の磐梯山噴火に遭遇した、ある地方官吏の回想（聞き書き）という形式を取り、自然災害の前にあまりにも無力な日常生活の営みや、災害に巻きこまれる人間の数奇な運命をテーマとした短篇小説である。

## あらすじ
明治21年7月13日、喜多方から裏磐梯の檜原村へと地押調査（田畑の測量調査）に赴いた郡役所の役人一行は、ここ最近の磐梯山近辺の異常現象に何となく不吉なものを感じながらも、各集落の調査の準備を進めていくのであったが…。

## 登場人物
以下、物語上の登場順。
私
この物語の主人公にして語り手（作品中で姓名は不詳）。喜多方に所在する郡役所の若い収税吏（28歳）。かつて横浜の外国人測量技師のもとで仕事をしていた経歴を買われ、半ば物見遊山のような気分で檜原村の細野・大沢・秋元3部落の地押調査に赴いたが…。
留吉
喜多方で「私」に雇われ地押調査に同行した40代も終わりの男。日雇人夫ながらも測量仕事の経験を積んだベテラン。実直で穏和な人物。
金次
同じく喜多方で「私」に雇われ調査に同行した30歳の筆生（記録係）。無口でやや陰気な感じのする新婚の若者。
六部姿の女
調査の第1日目に檜原へ入ろうとする一行に不吉な予言を投げかける40年配の狂女。
春太郎
檜原の戸長役場の用係。督促員として各部落の地押調査に同行することになる。60過ぎの老人で中風に罹ったせいか、ややおっとりした話し方をする。
粂
同上。春太郎とは対照的な「いっこく者」にみえる60過ぎの男。
信州
同上。30代にも40代にも見える小柄な口八丁手八丁の男。磐梯山の異常に対する一行の不安を冗談で紛らわせるムードメーカー的人物。
若い男女
調査の2日目で一行が出会った、田舎には似つかわしくない都会風ファッションの若い男女。男は東京の書生風。女は「罪汚れのない清純さ」を感じさせる娘。不審に感じた「私」によって、強引に同行させられることとなったが…。
蒲鉾商人
若い頃大阪に出て商売を成功させ、このたび檜原を回って表磐梯の郷里に帰り錦を飾ろうとしている40年配の男。2日目の晩に「私」が泊まった大沢部落の民家で同宿することになるが…。
子供たち
噴火しようとする磐梯山に向かって、呪文のような言葉を合唱する。

## 書誌情報
初出は『新潮』1961年11月号。その後、作品集『洪水』（新潮社、1962年）に収められたのち、文庫本・全集本としては以下の書目に収録されている。
- 『楼蘭』 新潮文庫、1968年　ISBN 4101063141
- 『猿狐・小盤梯 他八編』 旺文社文庫
- 『補陀落渡海記　井上靖短篇名作集』 講談社文芸文庫、2000年　ISBN 9784061982345
- 井上靖小説全集（第18巻） 『朱い門・ローマの宿』 新潮社、1974年
- 井上靖歴史小説集（第11巻） 『小磐梯 西域物語 他 / 付 取材ノート』 岩波書店、1982年　ISBN 4000906216
- 井上靖全集（第6巻） 『短篇 6』 新潮社、1995年